# Штикер, Йозефина
Йозефина Штикер (нем. Josephine Sticker, 7 июля 1894 — 10 сентября 1963) — австрийская пловчиха, призёр Олимпийских игр.
Йозефина Штикер родилась в 1894 году в Вене. В 1912 году на Олимпийских играх в Стокгольме она завоевала бронзовую медаль в эстафете 4×100 м вольным стилем; также она приняла участие в соревнованиях на дистанции 100 м вольным стилем, но не завоевала медалей.